# Стенічей
Стенічей (рум. Stănicei) — село у повіті Арджеш в Румунії. Входить до складу комуни Кука.
Село розташоване на відстані 139 км на північний захід від Бухареста, 31 км на північний захід від Пітешть, 90 км на північний схід від Крайови, 115 км на південний захід від Брашова.

## Населення
За даними перепису населення 2002 року у селі проживали 53 особи, усі — румуни. Усі жителі села рідною мовою назвали румунську.